# Вторжение в Португалию (1809)
Второе французское вторжение в Португалию, в котором войска Португалии и Великобритании противостояли войскам французской империи, началось в феврале 1809 года и закончилось после битвы при Порту 12 мая 1809 года. Оно произошло во время Пиренейских войн, являющихся частью наполеоновских войн.

## Предыстория
После подписания Синтрской конвенции, которая положила конец первому французскому вторжению в Португалию, подписавшие её Далримпл, Бьюррард и Уэлсли были вызваны в Лондон для участия в слушаниях комиссии по расследованию условий заключения этого документа. 6 октября 1808 года командование британскими войсками на Пиренейском полуострове было передано сэру Джону Муру.
На Эрфуртском конгрессе (27 сентября — 14 октября 1808 года) были подтверждены условия Тильзитского мира (7 июля 1807 года) между Наполеоном и Александром I. Французский император теперь был свободен прибыть в Испанию для решения вопроса о Пиренейском полуострове. Наполеон вступил в Испанию 4 ноября; общая численность французских войск на полуострове превышала 200 тысяч человек.
Наступление во главе с самим императором заставило сэра Джона Мура вместе с большинством британских войск, находящихся в Португалии, перебраться в Испанию, чтобы вместе с испанскими армиями пытаться противостоять этой угрозе. Кампания завершилась эвакуацией британских войск после битвы при Ла-Корунье 16 января 1809 года. Наполеон, однако, был вынужден вернуться в Францию, чтобы разобраться с австрийцами, возглавившими Пятую коалицию. Он оставил преследование британской армии 2-му корпусу под командованием маршала Никола Жана де Дьё Сульта.
Приказы, полученные Сультом от Наполеона, состояли в том, чтобы идти к Порту после того, как британские войска покинут Ла-Корунью, и оккупировать его к 1 февраля. Десять дней спустя 2-й корпус должен был быть в Лиссабоне. 1-й корпус, находившийся в Мериде (Испания, примерно в 65 км от Бадахоса), под командованием маршала Клода-Виктора Перрена, должен был направить колонну к Лиссабону, когда Сульт приблизится к португальской столице. Кроме того, 2-я дивизия (под командованием генерала Пьера Белона Лаписса), которая находилась в Саламанке, должна была отправиться в Сьюдад-Родриго и Алмейду, как только поступят известия о прибытии Сульта в Порту.
При разработке этого плана Наполеон не принимал во внимание погодные условия и ужасное состояние дорог, которые не позволяли быстрое передвижение войск. Он также не предвидел действия нерегулярных сил, которые, будучи неспособны остановить продвижение опытных, дисциплинированных и хорошо оснащённых войск, могли, по крайней мере, изнурять их небольшими атаками, задерживать их продвижение и подвергать опасности линии связи. Этот план не мог сработать без связи между различными подразделениями, которые находились на расстоянии многих десятков километров друг от друга; такое сообщение было практически невозможно без привлечения большого количества солдат в качестве эскорта для доставки корреспонденции.
Покинув Ла-Корунью, Сульт отправился в Ферроль, который 26 января 1809 года был без труда захвачен. Готовность населения противостоять французам сводилась на нет отсутствием решимости у их военных командиров. То же самое случилось в Виго и Туе. 2 февраля авангард Сульта достиг северного берега реки Миньо, но только после того, как 16 февраля все силы французов собрались, была предпринята попытка войти в Португалию.

## Вторжение в Португалию

### Первая попытка
Первая попытка Сульта войти в Португалию была предпринята между Кампосанкосом (на северном берегу, примерно в 3 км от устья реки Миньо) и Каминьей (на южном берегу). Переправа осуществлялась на двух-трёх десятках рыбацких лодок, и, таким образом, одновременно можно было перевозить только около 300 человек. Нерегулярные португальские силы, следившие за южным берегом, открыли огонь, и до берега добрались только три лодки с чуть более чем тридцатью солдатами, которые тут же были взяты в плен.
Сульт отказался от ещё одной попытки пересечь Минью, и приказал своим войскам идти в направлении Оренсе, а оттуда в Шавиш через долину реки Тамега. После марша, сопровождаемого стычками с испанскими повстанцами, авангард Сульта прибыл 20 февраля в Оренсе и обнаружил, что мост находится в целости и сохранности. Только 24-го возле него были сосредоточены все войска. Сульт находился в Оренсе ещё 9 дней для пополнения припасов и ремонта снаряжения. Вторжение в Португалию было запланировано на 4 марта.

### Шавиш
4 марта французская армия прошла от Оренсе до Альяриса и оттуда до Монтеррея, где они ждали ещё три дня, пока армия соберётся. 10 марта Сульт возобновил поход к Шавишу; его войска шли по обе стороны Тамеги. Испанские войска маркиза де ла Романы были выведены из этого региона, и бригадир Франсиско Сильвейра, военный губернатор Траз-уш-Монтиша, остался один на один с захватчиками. Другие португальские войска находились в Браге и Порту под командованием генерала Бернардима Фрейре де Андраде, военного губернатора Порту, но было решено, что они не станет присоединяться к Сильвейре.
Учитывая невозможность сопротивления захватчикам, Сильвейра вывел свои регулярные войска на позиции к Сан-Педру-де-Агоштен, к югу от Шавиша. Тем не менее, сопровождавшие его многочисленные нерегулярные войска, а также часть 12-го пехотного полка Шавиша, решили защищать город. Сульт решил начать с нападения на войско Сильвейры в Сан-Педро, который был вынужден отступить в Вила-Реал. Оказавшись без какой-либо поддержки, защитники Шавеша сдались 12 марта. Сульт сделал Шавиш своей базой для будущих операций в Португалии.
Из Шавеша Сульт решил идти в Порту через Серра-да-Кабрейра и вниз по долине реки Каваду через Руйвайнш и Саламонди. Таким образом он надеялся избежать встречи с войсками генерала Сильвейры. По этому маршруту после Саламонди он должен был добраться до Браги, а оттуда по хорошей дороге в Порту.

### Брага
Генерал Бернардим Фрейре ограничился тем, что разместил наблюдательные посты на позициях в Руйвайнше и Саламонди, где были хорошие условия для обороны. Он послал запросы о помощи епископу Порту и Регентскому совету. Первый послал ему 2-й батальон Лояльного Лузитанского легиона под командованием барона де Эбена, но два батальона, отправленные из Лиссабона, ещё не пересекли реку Дуэро. Бернардим Фрейре, не доверяя своим войскам, представлявшим собой недисциплинированную и плохо вооружённую толпу, начал отправлять свои обозы снабжения и артиллерию в тыл, чтобы присоединиться к обороне Порту. Местным населением этот поступок был воспринят как предательство, и Бернардим Фрейре был линчёван толпой.
14 марта Сульт отправился из Шавиша в Брагу. Он послал отряд в направлении Вила-Реала, чтобы оттеснить войска генерала Сильвейры. В то же время кавалерийский корпус Жан-Батиста Франсиски и дивизия Делаборда пошли вперёд и легко погасили очаги сопротивления, которые они обнаружили даже в самых маленьких деревнях, где среди комбатантов были мужчины и женщины, молодые и старые, священнослужители и крестьяне.
В деревне Карвалью-д’Эсте, чуть менее чем в 10 километрах от Браги, на холмах по обе стороны дороги, весьма разнородное войско португальцев примерно в 25 тыс. человек намеревались остановить продвижение захватчиков, несмотря на отсутствие реальных шансов противостоять хорошо оснащённой, дисциплинированной и опытной армии. 20 марта 1809 битва при Браге года была легко выиграна французскими войсками, после чего они оккупировали Брагу.

### Порту
После оккупации Браги Сульт направился в сторону Порту. Португальские войска снова оказали сопротивление на реке Ави (см. Пересечение реки Ави), на мосту Понте-де-Ави и в Трофе, но не смогли предотвратить проход французских войск, и 27-го Сульт подошёл к защитным сооружениям Порту.
Город был защищён линией окопов и артиллерийских батарей длиной около 10 километров, шедшей через холмы, окружавшие город, от форта Сан-Жуан-Баптиста-да-Фош до часовни в Бонфине. Оборонные работы велись под руководством португальских и английских инженеров. Было установлено почти 200 артиллерийских орудий, а главные улицы города были забаррикадированы.
Для защиты Порту было собрано около 5 тыс. солдат регулярных войск, большинство из которых были новобранцами без опыта службы, три или четыре полка плохо вооружённых и слабо дисциплинированных ополченцев и большое количество горожан практически без оружия и какого-либо военного опыта. Их общая численность точно не известна, но считается, что она была не менее 30 тысяч человек.
Португальцы отклонили предложения Сульта о капитуляции, и последовавшая 28 марта 1809 года битва при Порту стала ещё одной демонстрацией неэффективности ополченцев против регулярной армии. Португальская оборона была сломлена, и город попал в руки французов. Однако и после этого внутри города продолжалась борьба; португальцы сдерживали французов на баррикадах, которыми были перекрыты все улицы, однако шансов на успех у них не было. В дополнение к уже обычным зверствам, совершаемым французами после взятия города, много жертв повлекла за собой катастрофа на мосту Понте-дас-Баркас. Тысячи бегущих из города мирных жителей утонули, когда этот мост через реку Дуэро, положенный поверх лодок, рухнул из-за веса людей и огня португальской артиллерии, который был нацелен на французскую кавалерию позади португальских солдат и граждан. После взятия Порту Сульт направил к югу от Дуэро кавалерию Франсиски и пехоту Мерме.

## Реорганизация португальской армии
Когда французы начали второе вторжение в Португалию в феврале 1809 года, португальская армия находилась в состоянии полного хаоса. Распущенная руководившим первым вторжением Жюно в феврале 1808 года, она лишилась большей части своих самых опытных войск и лучших руководителей, уехавших в Бразилию или принудительно рекрутированных в наполеоновский Португальский легион. Чтобы предотвратить какое-либо сопротивление, французы конфисковали большую часть своего вооружения и распустили народное ополчение, действовавшее на периферии. Несмотря на срочные меры, предпринятые летом 1808 года военным губернатором вооружённых сил военного округа Порту Бернардимом Фрейре де Андраде, а также его двоюродным братом, губернатором Мигелем Перейрой Форьязом, по воссозданию и реорганизации португальских вооружённых сил, руководство Португалии осознавало, что проводимых изнутри реформ недостаточно. Однако небольшая оперативная армия Эштремадуры (порт. Exército de Operações da Estremadura) в 1808 году уже сражалась на левом фланге британских войск. Кроме того, скоординированные атаки войск Фрейре де Андраде и португальского генерала Баселара предотвратили соединение корпусов Луазона и Делаборда, что способствовало англо-португальским победам в битве при Ролисе 17 августа 1808 года и в битве при Вимейру 21 августа 1808 года.
Со своей стороны, высшее английское командование пришло к тем же выводам. Признавая силу воли, мужество и патриотизм португальских войск, воспитанных губернатором Фрейре де Андраде, Уэлсли был убеждён, что из-за отсутствия компетентного руководства и опыта они не в состоянии противостоять французам в одиночку. Поэтому он использовал любые возможности, чтобы задержать их выступление и дать им как можно больше времени для подготовки. Стремясь ускорить восстановление и модернизацию португальской армии, в 1809 году Регентский совет обратился за помощью в проведении реформы и противостоянии французской угрозе к Соединённому Королевству. Англичане в то время имели финансовые средства и резерв офицеров, обученных самым современным методам командования, намного превосходящие таковые имеющиеся в Европе у португальского государства. 7 марта 1809 года принц-регент Жуан VI передал португальские вооружённые силы метрополии под командование британского генерал-майора Уильяма Карра Бересфорда, повышенного до генералиссимуса и получившего звание маршала Португалии. Воспользовавшись реформой, начатой летом 1808 года губернаторами Фрейре де Андраде и Мигелем Перейрой Форьязом, Бересфорд реорганизовал и глубоко модернизировал португальскую армию, которая, однако, сохранила своих генералов и офицеров. Его цель состояла в том, чтобы как можно быстрее адаптировать её к стандартам, принятым в британской армии.
Чтобы компенсировать отсутствие квалифицированных командиров и обновить кадровый состав армии Португалии, зачастую слишком пожилой и неэффективный, Бересфорд поставил во главе португальских войск британских офицеров, имеющих полномочие назначать и увольнять (англ. Hire and fire) своих подчинённых. Многие британские офицеры воспользовались этой возможностью, чтобы помочь португальской армии обучить их войска и воспитать новые кадры. Бересфорд создал рекрутинговые базы в Пениши, Мафре и Салватерре, организовал раздачу нового оружия и снаряжения, ввёл обучение «прусской» муштре (порт. à prussiana) и «английским» манёврам (порт. à inglesa). Он использовал «повестку дня» (порт. Ordens do Dia), чтобы информировать солдат о состоянии дел в армии и улучшить дисциплину. Он заключал в тюрьму и выдавал ордера на казнь без суда и следствия в военном суде; однако он также высылал поздравления и повышал в должности заслуживающих того. Жоао Педро Рибейру описывал его как «руководителя и организатора армии» (порт. moderador e animador do exército). Реорганизация первоначально касалась только центра и юга страны, поскольку войска к северу от Дуэро были заняты сопротивлением Сульту. Однако он быстро распространил свою деятельность по всей стране. После завершения объединения португальского и британского штабов, 29 апреля 1809 года Жуан VI назначил Артура Уэлсли генерала-маршалом и главнокомандующим армией Португалии. После гибели Мура в январе 1809 года он стал главнокомандующим всех британских сил в Португалии, а затем принял единое командование португальской и британской армиями, отныне именуемых англо-португальской армией.
Когда через два месяца португальские и британские силы сконцентрировались на изгнании французских войск из Португалии, у Бересфорда было десять реорганизованных пехотных полков (хотя некоторые из них состояли из единственного батальона), три батальона касадоров (созданных Форьязом) и три неполных кавалерийских полка, с португальскими офицерами, обученными британским методам. Некоторые из этих батальонов действовали в составе британских бригад.

## Защита Амаранти
В провинции Траз-уш-Монтиш связь французов вдоль Дуэро с армией в Испании была прервана войсками Сильвейры. Вынужденный уйти из Шавиша, он направил свои войска в Вила-Реал, но, как только узнал, что Сульт отправился в Брагу, он собрал свои войска, регулярные и нерегулярные, и осадил оставшийся там французский гарнизон. Французы сдались после пяти дней осады. Затем Сильвейра отправился в Амаранти, где, помимо множества орденансас (регулярное ополчение), которых ему удалось собрать возле Шавиша, он также принял к себе беглецов из Порту. Теперь его армия насчитывала около 10 тыс. человек.
Войска Сильвейры заняли левый (восточный) берег Тамеги и заблокировали мосты и броды через реку траншеями и различными препятствиями. Когда отряд Луазона, которого Сульт послал установить контакт с силами Лаписса, достиг Тамега, он обнаружил, что все проходы перекрыты войсками Сильвейры. Кульминацией сопротивления португальцев продвижению французских войск стала битва у моста Амаранти. В период с 7 апреля по 2 мая португальским войскам удалось блокировать проход французских войск к востоку от Тамеги, и, что не менее важно, им удалось на это время обездвижить значительную часть армии Сульта, которая после двукратного усиления отряда Луазона, уже насчитывала около 9 тыс. человек .
В итоге французские войска перешли Тамегу, но из-за действий сил Сильвейры и колонны под командованием Бересфорда, которая покинула Коимбру в начале мая и прибыла в Пезу-да-Регуа 10 мая, они в конечном итоге были вынуждены вернуться назад. 12 мая, когда войска Уэлсли вошли в Порту, Луазон начал отступление из Амаранти в Гимарайнш. В тот же день Сульт начал отступление к Галисии.

## Британская интервенция
Британские силы, которые остались в Португалии после отправки сэра Джона Мура в злополучную кампанию, закончившуюся битвой при Ла-Корунье, были не в состоянии противостоять французам не только из-за малой численности, но и из-за характера их командира, сэра Джона Крэдока. Поэтому к ним было отправлено подкрепление и новый командир: генерал-лейтенант сэр Артур Уэлсли, победитель битвы при Вимейру.
Уэлсли прибыл в Лиссабон 21 апреля 1809 года. Его план состоял в том, чтобы как можно быстрее переправиться с большей частью своих сил в Порту, прежде чем Сульт успеет сосредоточить свою армию; оттуда направить колонну под командованием Бересфорда, чтобы пересечь Дуэро в Ламегу и объединиться с войском Сильвейры, тем самым перекрыв Сульту путь отступления через Траз-уш-Монтиш в сторону Саламанки.
Колонна в 18 тыс. человек, которая должна была отправиться в Порту под непосредственным командованием Уэлсли, состояла из следующих войск :
- 6 британских пехотных бригад;
- 1 немецкая бригада (Королевский Германский легион, КГЛ);
- 10-й (Лиссабон) и 16-й (Лиссабон) португальские пехотные полки;
- 3 британских кавалерийских полка;
- 1 немецкий кавалерийский полк КГЛ;
- 4 артиллерийские бригады (550 артиллеристов и 24 орудия).

Кавалерия насчитывала 1504 всадника. Португальские пехотные полки были распределены по английским бригадам. Англо-португальское войско ещё не было организовано в дивизии, хотя было решено, что бригады Ричарда Стюарта и Мюррея будут действовать вместе под командованием Эдварда Пэджета, бригады Х. Шампбелла, А. Шампбелла и Сонтага будут находиться под командованием Шербрука, а бригады Хилла и Кэмерона под командованием Хилла.
Колонна под командованием Бересфорда, насчитывающая около 5,8 тыс. человек, состояла из следующих подразделений :
- Британская пехотная бригада под командованием генерал-майора Кристофера Тилсона, в составе трёх батальонов, в общей сложности 1439 штыков;
- Португальская пехотная бригада, состоящая из пяти батальонов: 2-й батальон 1-го полка (Лиссабон), 1-й и 2-й батальоны 7-го полка (Сетубал) и 1-й и 2-й батальоны 19-го полка (Кашкайш);
- Кавалерийский корпус, состоящий из 4-го эскадрона 14-го полка лёгких драгунов и трёх эскадронов 1-го португальского касадорского полка (Алкантара), всего 457 сабель;
- Артиллерия из двух португальских бригад (батарей).

В дополнение к этим подразделениям Уэлсли послал войска под командованием генерал-майора Алекса Радолла Маккензи (командира 2-й пехотной бригады), чтобы предотвратить возможное продвижение 1-го корпуса маршала Виктора к Лиссабону через долину Тахо или с юга. Это войско состояло из следующих подразделений :
- 2-я британская пехотная бригада (4 батальона);
- Португальская пехотная бригада (9 линейных пехотных батальонов и 3 касадорских батальона);
- Британская кавалерийская бригада (2 драгунских полка);
- Португальская кавалерийская бригада (2 драгунских полка — 5 эскадронов);
- 1 батарея британской артиллерии;
- 2 португальских артиллерийских батареи.

Колонна Бересфорда начала двигаться на север 6 мая, прибыла в Визеу 8-го и объединилась с Сильвейрой 10-го. Колонна Уэлсли начала движение 7 мая и была разделена на две части, которые пошли разными маршрутами: по главной дороге через Понте-де-Вуга и Санта-Мария-да-Фейра, по которой следовали пять пехотных бригад и вся кавалерия, и по второстепенной дороге вдоль побережья, проходившей через Авейру и Овар, по которое следовали бригады Хилла и Кэмерона. Впереди основной колонны скрытно шли португальские ополченцы под командованием полковника Трента, сообщавшие о деятельности противника.
По прибытии в Авейру бригады Хилла и Кэмерона погрузилась на найденные там суда и высадились в Оваре, постаравшись застать врасплох французскую конницу Франсиски и атаковать её с фланга. Манёвр, однако, не удался, потому что за кавалерийским корпусом находились одиннадцать пехотных батальонов Мерме, и британцам не удалось быстро переправить обе бригады. Основная колонна установила контакт с противником у деревни Серем (по другим данным у Альбергария-а-Нова) в муниципалитете Вога; произошло несколько перестрелок, закончившихся 11 мая битвой при Грижо, произошедшей ближе к Порту. В ту же ночь французские войска Франсиски и Мерме пересекли Дуэро и разрушили за собой мост. Уэлсли занял южный берег.
12 мая некоторым подразделениям Уэлсли удалось неожиданно для французов пересечь Дуэро и создать плацдарм, позволивший пересечь реку остальным войскам. Битва при Дуэро не была особенно ожесточённой, так как застигнутый врасплох Сульт быстро приказал отойти.

## Отступление французов
12 мая во второй половине дня Сульт отправился в Амаранти, надеясь пересечь там Тамегу и встретить отряд Луазона, от которого он не получал новостей с 7-го числа. В сумерках они разбили лагерь в Балтаре, на полпути между Порту и Амаранти. Там он узнал, что Луазон покинул Амаранти и направился в Гимарайнш. Амаранти был теперь в руках португальских войск. План Сульта, который состоял в уходе в Испанию в направлении Саламанки, пришлось срочно менять. На востоке и западе находились вражеские войска, а на юге река Дуэро, и ему пришлось выбирать между тем, чтобы идти на север через гору Серра-де-Санта-Катарина, по труднопроходимым тропам, которые ещё нужно было найти, или сражаться с португальскими войсками в Амаранти. В последнем случае он рисковал быть атакованным с тыла силами Уэлсли, которые наверняка преследовали его от Порту. Поэтому он выбрал первый вариант.
Переход через Серра-де-Санта-Катарина, по опасным горным тропами, заставил его отказаться от всего, что не могли унести на своих спинах люди и вьючные животные. Каждому солдату был отдан приказ оставить в ранце только еду и боеприпасы. Запасы боеприпасов и пороха, которые можно было перевезти на лошадях артиллерии, были должным образом упакованы и погружены. Пушки, боеприпасы к ним и порох, которые нельзя было перевезти, багаж и награбленные ценности были брошены. Марш начался с сильного дождя, который длился три дня и ещё больше затруднил переход, при этом, однако, защитив их от наблюдения врага.
Войско Сульта покинуло Балтар утром 13 мая. На следующий день им удалось связаться с Луазоном, который был в Гимарайнше. Сульт намеревался направиться в Брагу, но получил сведения, что туда уже прибыл Уэлсли. Затем он решил идти Шавиш, но город был занят Бересфордом. Главные дороги для отступления были перерезаны, и ему пришлось продолжать движение по самому сложному маршруту. Он пересёк реку Каваду в Понти-Нова и отправился в Монталегри, прибыв туда 17 мая. На следующий день он начал подниматься на гору Серра-до-Герес в направлении Оренсе в Испании. 19-го числа его войска наконец смогли отдохнуть и как следует поесть. За Монталегри британские и португальские войска его не преследовали.

## Последствия
Отступление было весьма болезненным для французских войск и вызвало половину потерь, понесённых ими с тех пор, как армия Уэлсли перешла через реку Вога и произошли первые контакты между обеими армиями — битвы при Воге, Грижо и Порту, и при отступлении в Испанию. Французские войска потеряли около 4 тыс. человек, в основном из-за болезней. Армия Уэлсли за тот же период потеряла не более 500 человек.
Уэлсли со своим войском вернулся в центр страны, поскольку что испанской Эстремадуре всё ещё угрожала армия Виктора. Но последующие события, в том числе битва при Алькантаре, в которой участвовали войска Лояльного Лузитанского легиона, привели к уходу Виктора из Эстремадуры. Затем Уэлсли вошёл в Испанию, где вместе с армией генерала Куэсты начал так называемую талаверскую кампанию.